# Oreokera nimbus
Oreokera nimbus é uma espécie de gastrópode  da família Charopidae.
É endémica da Austrália.